# Georges Charles Guillain
Georges Charles Guillain (wym. [ɡilɛ̃], ur. 3 marca 1876 w Rouen, zm. 29 czerwca 1961 w Paryżu) – francuski neurolog.

## Życiorys
Urodził się we francuskiej burżuazyjnej rodzinie. Jego ojciec był inżynierem. Georges po zdobyciu średniego wykształcenia rozpoczął studiowanie medycyny w swym rodzinnym mieście, lecz po dwóch latach przeniósł się do Paryża, gdzie zdobywał wykształcenie w kilku tamtejszych klinikach. Wkrótce potem postanowił związać swą przyszłość z neurologią. Jego pierwsza naukowa rozprawa, napisana w 1898 roku dotyczyła uszkodzeń splotu ramiennego. W 1902 roku otrzymał tytuł doktora nauk medycznych.
W 1910, jako docent, został i kierownikiem kliniki neurologii. Po wojnie pracował w szpitalu Hôpital Charité. Ukoronowaniem jego kariery było objęcie w 1923 roku stanowiska profesora w Salpêtrière w Paryżu, na którym pozostawał do 1947.
Guillain wiele publikował. W 1920 roku wraz ze swym przyjacielem Jeanem Barré napisał obszerną pracę o klinicznych doświadczeniach zdobytych podczas I wojny światowej.
Guillain w ciągu życia otrzymywał wiele wyróżnień. Był członkiem francuskiej, amerykańskiej i japońskiej akademii nauk.
W 1949 roku został uhonorowany najwyższym odznaczeniem nadawanym przez francuski rząd – Legią Honorową.